# Daniele Dessena
Daniele Dessena (Parma, 10 de maio de 1987) é um futebolista italiano que atua como volante. Atualmente joga pelo Brescia.

## Carreira
Dessena representou a Seleção Italiana nas Olimpíadas de 2008.